# Guillermo Mordillo
Guillermo Mordillo Menéndez, più noto semplicemente come Mordillo (Villa Pueyrredón, 4 agosto 1932 – Palma di Maiorca, 29 giugno 2019), è stato un fumettista, illustratore e animatore argentino.
È stato tra i fumettisti più pubblicati durante gli anni settanta, in numerosi paesi del mondo. I suoi disegni, apparsi anche su puzzle, diari scolastici e poster, sono caratterizzati da colori vivaci e da uno spiccato senso umoristico. I personaggi delle sue vignette sono per lo più buffi ometti che non si esprimono a parole ma attraverso la gestualità, in scene sviluppate particolarmente nell'ambito dello sport (con una preferenza per calcio e golf) e della vita di coppia. Altre sue vignette hanno per protagonisti gli animali, ad esempio le giraffe, le cui avventure sono state raccolte in diversi volumi.

## Biografia

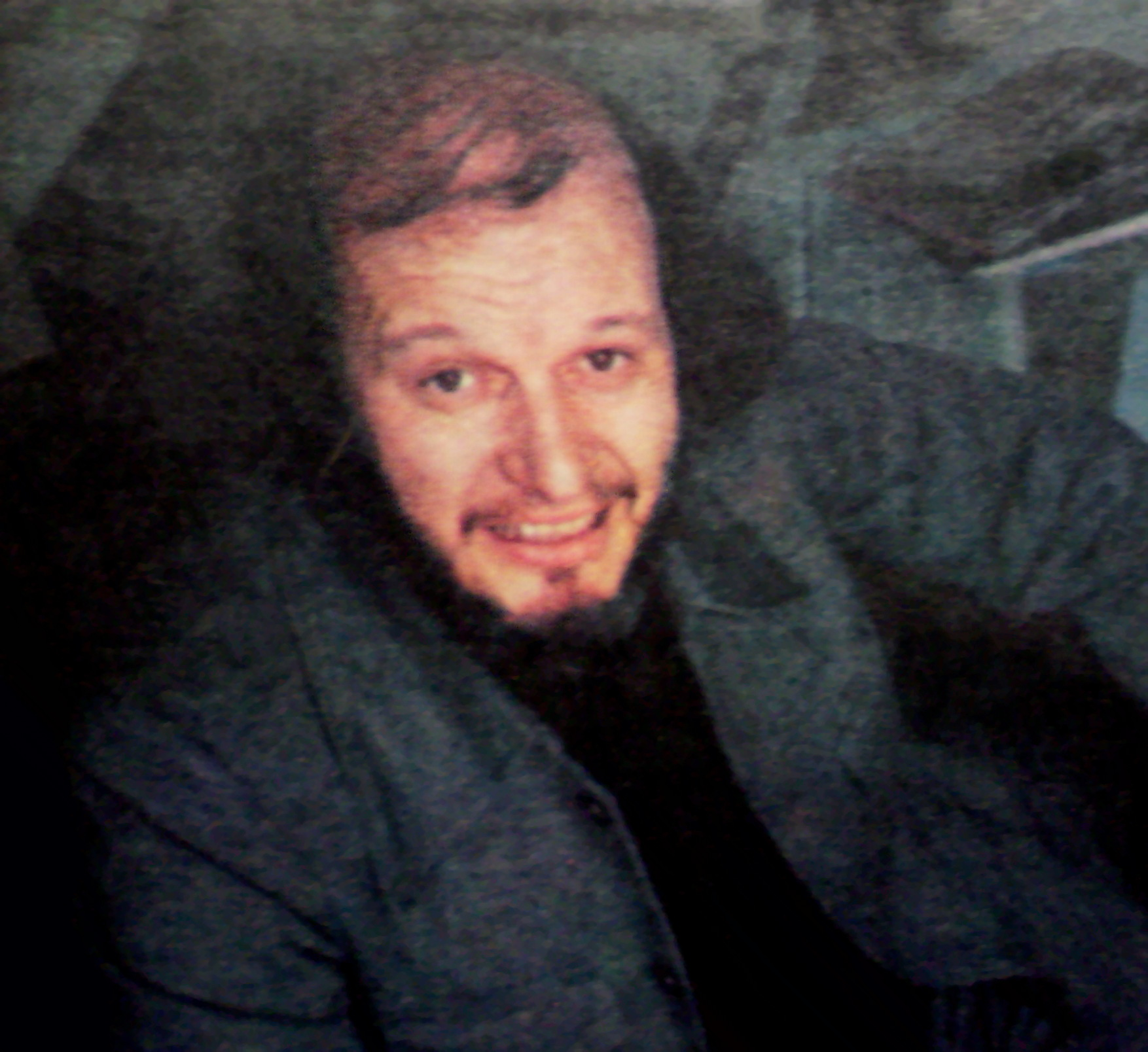
Mordillo nel 1974

Nato da una famiglia di emigrati dalla Spagna – suo padre, Marcelo Mordillo Lorenzo, era originario di Guijo de Granadilla, nei pressi di Cáceres, e sua madre, Oliva Menéndez, era asturiana – trascorse la sua infanzia a Villa Pueyrredón, Buenos Aires, dove ebbe un precoce interesse per il disegno.
Ancora adolescente diede vita assieme ad Enrique Lipszyc (poi divenuto sceneggiatore di fumetti e ideatore della Escuela panamericana de arte) a un giornalino scolastico. La sua attività di illustratore di libri per l'infanzia iniziò all'età di diciotto anni. Contestualmente cominciò ad occuparsi anche di cinema lavorando come pubblicitario e vignettista (attività che dal 1955 al 1960 lo portò a Lima, in Perù).
Nel 1960 si trasferì a New York, dove lavorò alla Paramount prestando la sua opera di disegnatore ad alcuni cortometraggi animati di personaggi dei fumetti destinati a diventare famosi, come Popeye (Braccio di Ferro) e Little Lulu. Ma tre anni dopo la sua vena artistica intessuta di desiderio di novità lo indusse a un nuovo trasferimento, stavolta a Parigi, per una collaborazione con il quotidiano Paris Match e con la rivista Lui;  mentre realizzava cartoni animati per la televisione francese lavorò anche per la rivista tedesca Der Stern e per la televisione tedesca. 
Tra il 1972 e il 2020 sue opere furono pubblicate nella rivista Pif Gadget di Éditions Vaillant e nel 1976 collaborò al programma televisivo brasiliano Planeta dos Homens, ideato da Jo Soares.
Morì all'età di 86 anni, il 29 giugno 2019, a Palma di Maiorca.

## Vita privata
Dal matrimonio con Amparo Camarasa, celebrato nel 1969, ebbe due figli: un maschio, Sebastién Jerôme, e una femmina, Cécile Isabelle.

## Opere

### Libri a fumetti
- Cuentos de Perrault (1950)
- Cuentos de Schmid (1950)
- Los cuatro musicos de Bremen (1950)
- Los tres chanchitos (1950)
- Fabulas de Esope (1958)
- Fabulas de Samaniego (1958)
- Mordillo (1966)
- Pirate ship (1970)
- Crazy cowboy (1972)
- Giraffe di Mordillo (1973)
- Crazy crazy (1974)
- Giraffe di Mordillo 2 (1975)
- Traumereien (1975)
- Opus 1 (1976)
- Opus 2 (1978)
- La coppia (1979)
- Tutte le giraffe (1980)
- Opus 3 (1980)
- Mordillo football (1981)
- Opus 4 (1982)
- In love with Mordillo (1982)
- Opus 5 (1983)
- Mordillo lovestory (1985)
- Mordillo golf (1987)
- Mordillo safari (1990)
- Mordillo show (1991)
- Mordillo amore amore (1994)
- Mordillo per superuomini (1995)
- Mordillo per superdonne (1995)
- Mordillo per innamorati (1995)
- Mordillo per sposati (1995)
- Mordillo per sportivi (1995)
- Mordillo per vacanzieri (1995)
- Mordillo per cani & padroni (1997)
- Mordillo per supertifosi (1997)
- Mordillo per vincenti (1997)
- Mordillo per noi due (1997)
- Le foot (1998)
- Mordillo il libro d'oro (1998)
- Insieme (2003)

#### Edizioni internazionali
- The Damp and Daffy Doings of a Daring Pirate Ship, 1971, Harlin Quist Inc., New York, USA
- The Collected Cartoons of Mordillo, 1971, Crown Publishers, New York, USA
- Crazy Cowboy, 1972, Harlin Quist Inc., New York, USA
- Crazy Crazy, 1974, Insel Verlag, Frankfurt/M., Germania
- Opus I, 1976, Friedrich W.Heye Verlag, Unterhaching, Germania
- Opus II, 1978 (con prefazione di Marcel Marceau), Friedrich W.Heye Verlag, Unterhaching, Germania
- Opus III, 1980, Friedrich W.Heye Verlag, Unterhaching, Germania
- Mordillo Football, 1981 (con prefazione di Pelé), Century Hutchinson, London, Gran Bretagna
- Mordillo Lovestory, 1985 (con prefazione di Jane Birkin), Editions Glénat, Grenoble, Francia
- Mordillo Golf, 1987 (con prefazione di Roberto De Vicenzo), Arnoldo Mondadori Editore, Milano, Italia
- Mordillo Safari, 1990, Wilhelm Heyne Verlag, Monaco di Baviera, Germania
- Mordillo Amore Amore, 1994 (con prefazione di Giovanni Mariotti), Arnoldo Mondadori Editore, Milano, Italia

## Filmografia
- Mordillissimo (1974, serie a cartoni animati)
- Sesamstrasse (1975, serie a cartoni animati)
- Mordillo (1976, serie a cartoni animati)
- Pirate Ship (1976, film per la tv a cartone animato)
- Ein Platz an der Sonne (1981, serie a cartoni animati)
- Liebenswerte Monstren (1985, film per la tv a cartoni animati)
- The World of Guillermo Mordillo (1985, film per la tv a cartoni animati)
- Mon amour (1989, cartone animato, solo per l'home video)
- Olimpiadi (1989, cartone animato, solo per l'home video)
- Amori e umori in salsa video (1989, cartone animato, solo per l'home video)
- Paradise found (2001, serie a cartoni animati)

## Premi e riconoscimenti
- 1969: Medaglia d'argento alla V Biennale Internazionale del disegno umoristico di Tolentino
- 1971: Loisirs Jeunes Award, Parigi
- 1971: Premio Critici in erba, Bologna, per il libro per bambini Pirate ship
- 1972: Medaglia d'argento al primo Festival internazionale del disegno umoristico di Sarajevo
- 1973: Phoenix de l'Humour, Parigi[4]
- 1974: Yellow Child Prize[4]
- 1974: Premio Associazione dei disegnatori argentini
- 1976: Premio El Gaucho, Colonia
- 1976: Premio Nakanoki, Tokyo[4], per il libro per ragazzi Crazy Cowboy
- 1977: Best Cartoonist of the year al Salone internazionale dell'Humour di Montréal
- 1977: Palma d'Oro al 31º Salone dell'umorismo di Bordighera
- 1983: Palma d'Oro al 36º Salone dell'umorismo di Bordighera[4]
- 1984: Premio Yellow Kid al Salone Internazionale dei Comics
- 1985: Premio Andersen a Sestri Levante
- 1994: Premio U Giancu in occasione della Mostra Internazionale dei Cartoonist di Rapallo
- 1995: Medaglia d'oro al 18º Salone dell'umorismo di Tolentino